# Ašot I.
Ašot I. někdy zvaný též Ašot Veliký (arménsky Աշոտ Ա; asi 820 – 890) byl první král a zakladatel státního útvaru zvaného obvykle Bagratovská Arménie, tedy iniciátor "druhého zlatého věku" arménské historie. Pocházel z dynastie Bagratuni. Využil oslabení dvou velkých mocností své doby, Byzance a Arábie. Šikovnou taktikou využívající rivality obou říší, kombinovanou s rostoucí vojenskou silou, dosáhl nakonec toho, že obě přijaly Arménii jako nárazníkový pás mezi sebou a přidělily jí vyšší míru nezávislosti, aby si ji získali na svou stranu. Za své sídlo si zvolil pevnost Bagaran. Nakonec se stal spojencem spíše Byzance, ale udržoval dobré, zejména obchodní vztahy i s Araby. Svou autoritu rozšířil i za hranice Arménie, když ovládl Gruzii, Kavkazskou Albánii a několik arabských emirátů.

## Život
V době jeho narození území Arménie kontrolovali Arabové. V roce 855 nahradil svého otce Smbata VIII. ve funkci velitele arménských vojsk (sparapeta). Spolu se svým bratrem Abasem stabilizoval situaci v Arménii, která byla po potlačení vzpoury Arménů v polovině 9. století výrazně oslabena. V roce 862 čelil Ašot arabskému útoku v bitvě u Karasounku. Vedl 40 tisícové vojsko, které odolalo dvojnásobné arabské přesile. Abbásovský chalíf al-Musta'in se pak rozhodl situaci vyřešit tím, že udělil Arménii autonomii. Ašot byl jmenován "princem princů Arménie, Gruzie a Kavkazu". Ašot tento stav udržel za vlády tří dalších abbásových chalífů al-Mu'tazze (866–869), al-Muhtadiho (869–870) a al-Mu'tamida (870–892). Sňatkovou a jinou diplomacií uhladil své vztahy s jinými vlivnými arménskými rody, čímž si získal jejich podporu v boji proti místním emírům, jejichž državy postupně připojoval. Taktické spojenectví uzavřel i s bagratovskými knížaty Iberského knížectví (možný společný kořen gruzínských Bagrationů a arménské dynastie Bagratuni je předmětem mnoha diskusí a spekulací) a dále posiloval svou pozici. V roce 885 byl Ašot chalífou al-Mu'tamidem jmenován králem Arménie. Chalíf ho tak chtěl motivovat k boji proti byzantskému císaři arménského původu Basilovi I., který se chystal Arménii anektovat. Navzdory korunovaci zůstal Ašot formálně podřízený chalífovi a byl postaven pod dohled ázerbájdžánských emírů, ovšem rychle se ukázalo, že je fakticky natolik silný, že se na arabské moci stal nezávislý.
Ašotovo obnovení arménské monarchie bylo doprovázeno hospodářským rozmachem a oživením umění a náboženského života. Ašot podporoval Arménskou apoštolskou církev a její nezávislost. Obával se totiž, že kdyby se sloučila s byzantskou církví, byzantští císaři by uplatňovali politický vliv a nedali by mu takovou nezávislost, jakou si vydobyl na Arabech.
Na trůně ho nahradil jeho syn Smbat I.